# 상신교통
상신교통(相信交通)은 서울특별시 노원구에 있던 시내버스 회사이다. 본사는 서울특별시 노원구 월계동 541-1번지에 있었다.

## 주요 연혁
- 1969년: 성북구 장위동 70번지에서 삼화상운 의분사 세운교통(주)(世運交通)과 세운여객(주)이라는 상호로 회사를 설립하였다.
- 1976년: (주)상신여객(相信旅客)으로 사명을 변경하였다.
- 1979년: (주)상신교통(相信交通)으로 사명 변경과 동시에 본사 및 차고지를 성북구 장위동 70번지에서 도봉구 월계동 541-1번지(현 노원구 관할)로 이전하였다.
- 2000년: 삼화상운에 인수 및 흡수합병되었다.

## 과거 운행노선
도시형버스
- 30번: 월계동 ↔ 철산동《개편 후 지선버스 1220번으로 종점을 광명시 철산동에서 고려대학교로 단축해서 운행하다가 2004년 12월 폐선》
- 30-1번: 월계동 ↔ 여의도
- 30-2번: 월계동 ↔ 광남사거리
- 31번: 장위동 ↔ 북아현동[1]